# Panoz LMP-1 Roadster-S

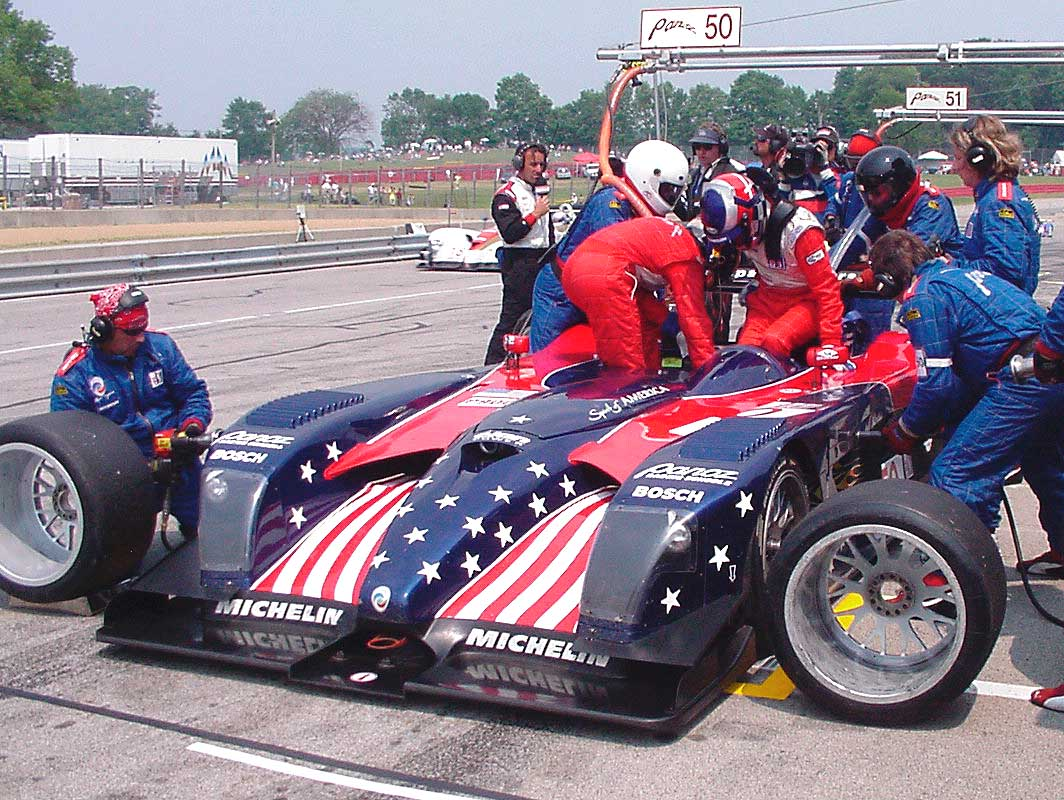
Panoz LMP

Panoz LMP-1 Roadster-S (por vezes referido também como  Panoz LMP-1 ou simplesmente Panoz LMP) foi um protótipo de Le Mans   construído pela  Panoz em 1999. O carro era um  sucessor do Esperante GTR-1, que tinha competido nas categorias  GT internacionalmente. Na sequência, da concorrência na American  Le Mans Series e nas 24 Horas de Le Mans até 2001, o carro foi  substituído pelo LMP07, também da Panoz.
Futuramente, no entanto, o protótipo foi abandonado pela Panoz e o projeto do  LMP-1 Roadster-S foi reformulado em um carro novo, conhecido como o  LMP01 Evo Panoz antes de ser reformado no final de 2003. O LMP-1 Roadster S-LMP01 e Evo são  notáveis entre os protótipos de Le Mans para o fato de que seus motores  estarem localizados na frente do motorista, ao invés da posição tradicional, na traseira. Isso  deu aos carros um olhar original em relação aos seus concorrentes.

## Chassis
Um total de oito LMP-1 Roadster-S and LMP01 Evos foram feitos entre 1999 e 2002.  Todos foram retirados de competição no final de 2003.
#01
- Panoz Motor Sports (1999)
- Team Dragon (2000, Le Mans only)
- Team Den Blå Avis (2000)
- Lanesra (2001)
- Gunnar Racing (2002)

#002
- Panoz Motor Sports (1999)
- Team Den Blå Avis (2000)

#003
- J&P Motorsport (1999)
- DAMS (2002, Le Mans camera car)

#004
- Panoz Motor Sports (2000-2001)
- Westward Racing (2001, Donington only)

#005 (Upgraded to LMP01 Evo)
- Panoz Motor Sports (2000-2002)
- JML Team Panoz (2003)

#006
- Team Dragon (2000)

#007 (Built as LMP01 Evo)
- Panoz Motor Sports (2002)

#008 (Built as LMP01 Evo)
- Panoz Motor Sports (2002)
- JML Team Panoz (2003)

## Ligações Externas
- Mulsannes Corner - Análise Panoz LMP-1 Roadster-S and LMP01 Evo
- Panoz Auto Development